# Wedgwood-Skala
Die Wedgwood-Skala ist eine Temperaturskala für höhere Temperaturen, wie sie zum Beispiel bei der Porzellan- oder Metallherstellung auftreten. Sie ist nach dem britischen Unternehmer Josiah Wedgwood benannt, der sie 1782 vorschlug.

## Skala
Von Wedgwood wurde angegeben, dass der Nullpunkt seiner Skala umgerechnet bei 581 °C liegt. Dies ist die Temperatur, bei der er die erste schwache Rotglut bemerkte. Jedes Grad Wedgwood sollte dann einer Temperaturerhöhung von 72 °C entsprechen. Wedgwood gibt noch einige Schmelzpunkte von Metallen als Vergleichswerte an, Kupfer 27°, Silber 28°, Gold 32° und Bronze 21°. Guyton de Morveau berichtigte später sowohl den Startpunkt, als auch die Umrechnung der Gradschritte. Bei de Morveau ergibt sich für den Startpunkt ein Wert von 270° und jedes Grad Wedgwood ist nur noch 34 °C.

## Methode
Wedgwood benutzte für sein Messverfahren die Volumenabnahme von Ton beim Brennen. Er verwendete kleine Tonzylinder mit einem Durchmesser von 0,5 inch, immer gleicher Herkunft und Zusammensetzung. Diese Tonzylinder wurden nun der zu messenden Umgebung ausgesetzt und nach dem Abkühlen wurde die Abnahme des Durchmessers bestimmt. Da die Abnahme aber nur klein ist, ist die genaue Bestimmung schwierig. Wedgwood entwickelte auch ein simples Gerät, um die Temperatur leicht ablesen zu können, dieses wird häufig Wedgwood-Pyrometer genannt. Dabei wurden zwei Metallleisten leicht V-förmig auf ein Metallblech befestigt. Am breiteren Ende ist der Abstand 0,5 inch, und damit gerade groß genug für einen ungebrannten Tonzylinder, während am unteren Ende der Abstand nur 0,3 inch beträgt. Auf der ganzen Länge werden nun 240 Teilstriche eingetragen. Zu messende Tonzylinder lässt man nun in die zusammenlaufenden Schienen rutschen und liest dort ab, wo der Zylinder stecken bleibt.

## Geschichte
Die Messung mit Quecksilberthermometer ist nur unterhalb des Siedepunkts von Quecksilber, also von 350 °C, möglich. Höhere Temperaturen konnten lange Zeit nicht bestimmt werden. Der Porzellanfabrikant Josiah Wedgwood entwickelte nun für die Bestimmung der Brenntemperatur eine Messmethode und publizierte das Verfahren 1782. Die Methode wurde von vielen Wissenschaftlern und auch in der industriellen Technik verwendet, obwohl die Skala durch den fehlerhaften Abgleich mit den anderen Temperaturskalen vollkommen überhöhte Werte ergab.
Mit der Erfindung des Platin-Pyrometers durch John Frederic Daniell um 1830 und der Verwendung von Thermoelementen für die Temperaturmessung wurde das Verfahren nicht weiter verwendet.
Manchmal werden noch die Segerkegel zur Temperaturkontrolle verwendet. Diese verändern sich aber nicht durch das Zusammensintern des Tones, sondern sie fallen durch teilweises Schmelzen zusammen.